# Rugby Mirano 1957
Il Mirano Rugby 1957 A.S.D. è un club rugbistico italiano di Mirano, nella città metropolitana di Venezia.

## La storia del Rugby Mirano[2]
Nel 1957 viene fondata l'associazione sportiva rugby Mirano, grazie agli sforzi di Ferruccio Bianchi detto Maci che arriva a Mirano nel 1953 da Borsea, in provincia di Rovigo.
La prima amichevole venne disputata il 6 ottobre 1957 contro il Vicenza, 3-3 il risultato finale, in quegli anni la meta valeva 3 punti.
La prima gara ufficiale venne giocata a Lancenigo, il 3 novembre del 1957, nella prima giornata del campionato "Promozione" - Girone C. I padroni di casa si imposero per 31 a 0.
Per la prima vittoria bisognerà aspettare l'anno successivo quando il 16 novembre i bianconeri si impongono a Padova contro l'Allegri per 14 a 3.
Il campionato '60-61 si chiude con la prima storica promozione in serie B. 
Tre anni più tardi, grazie alla vittoria nella finale giocata il 19 aprile 1964 al "Padovan" di Firenze contro la Marina Militare di Roma, il Rugby Mirano conquista la promozione in serie A. 
Il primo campionato di serie A si chiude con un pareggio e undici sconfitte e la retrocessione in serie C per la riforma dei campionati.
A partire dal 1966, in caso di vittoria i giocatori del Mirano cantano il ritornello della canzone del film L'armata Brancaleone di Mario Monicelli, uscito nella primavera dello stesso anno. "Armata Brancaleone" è anche il nome della formazione Old.
Nel 1969 sulla panchina del Mirano arriva Luigi Luise e per 10 anni rimarrà alla guida tecnica della squadra. Con l'allenatore Padova il Mirano centra due promozioni in serie B, la prima nella stagione 71/72 e la seconda in quella 76/77.
Nel 1979 arriva a Mirano il primo giocatore/allenatore straniero, Andrew William Sinclair.
Nel 1983 entra a far parte della squadra bianconera il neozelandese Jud Arthur che ora è un famoso cantante lirico in Australia. Dopo 27 anni per la prima volta Mirano è promossa in serie A.

## Cronistoria
| Cronistoria del Rugby Mirano |
| --- |
| - 1957 · Fondazione del Rugby Mirano - 1957-58 · Promozione - 1958-59 · Promozione - 1959-60 · Promozione - 1960-61 · Promozione; promozione in serie B - 1961-62 · Serie B - 1962-63 · Serie B - 1963-64 · Serie B; promozione in serie A2 - 1964-65 · Serie A2; retrocessione in serie C (riforma dei campionati) - 1965-66 · Serie C - 1966-67 · Serie C; rinuncia alla promozione in serie B - 1967-68 · Serie C - 1968-69 · Serie C - 1969-70 · Serie C - 1970-71 · Serie C - 1971-72 · Serie C; promozione in serie B - 1972-73 · Serie B - 1973-74 · Serie B; retrocessione in serie C - 1974-75 · Serie C - 1975-76 · Serie C - 1976-77 · Serie C; promozione in serie B - 1977-78 · Serie B - 1978-79 · Serie B - 1979-80 · Serie B - 1980-81 · Serie B - 1981-82 · Serie B - 1982-83 · Serie B - 1983-84 · Serie B; promozione in serie A - 1984-85 · Serie A; retrocessione in serie B - 1985-86 · Serie B; promozione in serie A - 1986-87 · Serie A1; retrocessione in serie A2 - 1987-88 · Serie A2 - 1988-89 · Serie A2 - 1989-90 · Serie A2 - 1990-91 · Serie A2 - 1991-92 · Serie A2 - 1992-93 · Serie A2; promozione serie A1 - 1993-94 · Serie A1 - 1994-95 · Serie A1 - 1995-96 · Serie A1; retrocessione in serie A2 - 1996-97 · Serie A2 - 1997-98 · Serie A2; promozione serie A1 - 1998-99 · Serie A1 - 1999-2000 · Serie A1; retrocessione in serie A2 - 2000-01 · Serie A2 - 2001-02 · Serie A - 2002-03 · Serie A - 2003-04 · Serie A - 2004-05 · Serie A; retrocessione in serie B - 2005-06 · Serie B - 2006-07 · Serie B - 2007-08 · Serie B; promozione serie A2 - 2008-09 · Serie A2 - 2009-10 · Serie A2; retrocessione in serie B - 2010-11 · Serie B - 2011-12 · Serie B - 2012-13 · Serie B - 2013-14 · Serie B - 2014-15 · Serie B - 2015-16 · Serie B - 2016-17 · Serie B - 2017-18 · Serie B - 2018-19 · Serie B - 2019-20 · Serie B - 2020-21 · Serie B - 2021-22 · Serie B - 2022-23 · Serie B; retrocessione in serie C - 2023-24 · Serie C; promozione in serie B - 2024-25 · Serie B |

## Allenatori e presidenti
- 1957-1958  Ferruccio Bianchi e  Nogara
- 1958-1959  Nogara
- 1959-1961  Rocco
- 1961-1962  Zanin
- 1962-1963  Vittorio Borsetto
- 1963-1965  Alessandra
- 1965-1967  Paolo Simionato
- 1967-1969  Dino Salmaso
- 1969-1979  Luigi Luise
- 1979-1980  Andrew William Sinclair
- 1980-1981  Gianni Tosato
- 1981-1987  Patrizio Piloti
- 1987-1988  Pietro Monfeli
- 1988-1992  Pasquale Presutti
- 1992-1996  Cesco Dotto
- 1996-1997  Francesco Marcuglia; poi Pietro Monfeli
- 1997-2000  Corrado Trame
- 2000-2003  Marzio Zanato
- 2003-2005  Sergio Zorzi
- 2005-2009  Giancarlo Pivetta
- 2009-2010  Luca Bot[5]
- 2010-2012  Pietro Bovo
- 2012-2014  Flaviano Brizzante[6]
- 2014-2016  Nicola Volpato[7]
- 2016-2017  Federico Prosdocimi[8]; poi Alberto Bartolini[9]
- 2017-2018  Alberto Bartolini
- 2018-2023  Pietro Bovo[10]
- 2023-2025  Giovanni Natucci e Andrea Tonellotto[11]
- 2025-  Giovanni Natucci

- 1957-1969  Ferruccio Bianchi
- 1969-1971  Tieghi
- 1971-1972  Aldo Frasson
- 1972-1975  Mario Gatti
- 1975-1982  Emilio Semenzato
- 1982-1992  Enzo Rampazzo
- 1992-1996  Sandro Jani
- 1996-2005  Roberto Pellizzon
- 2005-2007  Giorgio Solagna
- 2007-2015  Enrico Nali
- 2015-   Stefano Cibin

## Giocatori internazionali
Di seguito elencati i giocatori internazionali che hanno giocato per il club di Mirano:
- Michele Campagnaro
- Adrian Chitoroaga
- Roberto Favaro
- Bill Leversee
- Valentin Maftei
- Iván Merlo
- Francesco Minto
- Neculai Nichitean
- Luciano Orquera
- Giancarlo Pivetta
- Giacomo Preo
- Simone Stocco
- Alessandro Troncon

## Rivalità
Il derby con il Riviera, club che ha sede a Mira, è stato definito il derby dea stassion (in italiano: derby della stazione) per via della stazione di Mira-Mirano che serve entrambi i comuni, situata sulla linea ferroviaria Padova-Venezia. L'incontro assegna la "Canaglie Cup", dal nome della squadra di rugby a 7 fondata dalla collaborazione dei giocatori dei due club. La squadra vincente tiene la coppa fino al derby successivo durante il quale viene rimessa in palio.

## Sponsor principali
- 1968-1969 Coin
- 1969-1971 Fiat Tieghi
- 1972-1974 Mobilgatti
- 1979-1981 Pepper
- 1981-1988 Blue Dawn
- 1988-1990 Metalplastica
- 1990-1993 Blue Dawn
- 1994-1996 Osama
- 1996-1997 Everap
- 1997-2004 Lofra Cucine
- 2020 Old Wild West